# Wekerle Sándor Üzleti Főiskola
A Wekerle Sándor Üzleti Főiskola (röviden: WSUF vagy Wekerle) egy 2006-ban alapított, államilag elismert magán felsőoktatási intézmény Budapesten. 2022-ig a magyar Atalanta cégcsoport tagja volt, 2022. novembertől a felsőoktatással foglalkozó Hope Education Group kínai magántársasághoz tartozik.

## Az intézményről
Az intézmény névadója, Wekerle Sándor három alkalommal volt Magyarország miniszterelnöke, kétszer pénzügyminisztere, a millennium korának számos alkotása, reformja és eseménye fűződik a nevéhez. Az ő munkájának eredménye volt többek között a 19. század végi Magyarország államháztartási egyensúlyának végleges helyreállítása, a pénzügyi közigazgatás újjászervezése.
A főiskola több mint tíz évig fontos intézménye volt az Atalanta cégcsoportnak, amely jelentős tapasztalatokkal rendelkezik a közoktatás és a felnőttképzés területén. A Wekerle magánintézmény, de államilag elismert diplomát biztosít a végzett hallgatóknak. Oktatási, képzési programja és intézményi struktúrája is kifejezetten a BA-képzésre jött létre.
Az intézmény célnak tekinti a gyakorlatorientált képzés megvalósítását, melynek elemei egyfelől a kiscsoportos képzés, másfelől a felépített esettanulmányok, melyek a hallgatók problémamegoldó és prezentációs képességeit hivatottak fejleszteni. A másik lényeges elem a szakmai képzésbe integrált nyelvoktatás. Ennek megvalósításában döntő szerepet játszott az Atalanta Nyelvoktatási Központ akkreditált nyelvi képzése. A Wekerle Sándor Üzleti Főiskolán a kezdetektől az Európai Unióban bevezetett bolognai rendszernek megfelelő képzést honosították meg.

### Rektorai
- 2008. október 1-től 2016. szeptember 30-ig dr. Borbély Attila egyetemi tanár, biztosítási szakközgazdász.[3]
- 2016. október 1-től dr. Balogh Imre

## Épülete
A főiskola megalakulása óta a VIII. kerület Jázmin utca 10. szám alatt működik. Az épületet 1905-ben iskola céljára emelték. 1996-ban az iskolát megszüntették, tanulóit más kerületi iskolákba irányították át.
Később az épület az Atalanta cégcsoporthoz tartozó Atalanta 3000 Ingatlankezelő Kft. tulajdonába került, melynek ügyvezetője Szakács Fülöp. A kft.-től bérli a főiskola, valamint az ugyanazon a címen működő Atalanta Gimnázium (vagy szakközépiskola) is, melyet a Korszerű Oktatás Támogatásáért Alapítvány működtet.

## Története
Az Atalanta cégcsoport elődje 1988-ban nyelviskolaként jött létre, 1994-től OKJ-s képzést is folytatott, később létrehozta az Atalanta Üzleti Szakközépiskolát. A Wekerle Sándor Üzleti Főiskola alapító elnökeként néha Szakács Fülöp Vincét említik, aki az Atalanta Oktatási Kft. ügyvezetője, és maga is úgy nyilatkozott, hogy „10 évvel ezelőtt alapítottam a Főiskolát”.
Egy hivatalos forrás szerint azonban a felsőoktatásról szóló 2005. évi CXXXIX. törvény 2007. évi módosításáról szóló törvény értelmében jött létre új intézményként a Wekerle Sándor Üzleti Főiskola. Elismerésének folyamata már korábban elkezdődött, de működési engedélyét 2006. november 6-án adták ki. Alapította az Atalanta Európai Üzleti Közhasznú Társaság. Fenntartója 2006. november 17-től 2010. április 8-ig az Atalanta Európai Üzleti Közhasznú Társaság volt, 2010. április 9-től pedig az Atalanta Oktatási Kft. A főiskola először 2008-ban fogadott hallgatókat. 2016-ig közel ezer levelező hallgató szerzett diplomát az intézményben; a nappali képzés csak 2016. szeptemberben indult meg.
2022 novemberében az intézmény kínai kézbe került. A főiskolát fenntartó Atalanta Oktatási Kft.-t tulajdonosától egy felsőoktatással foglalkozó nagy kínai magáncég, a hongkongi székhelyű Hope Education Group vásárolta meg. A főiskola weblapján az új elnök, Anis Laila Yap asszony dr. Balogh Imre rektorral együtt köszöntötte a jelenlegi és a leendő hallgatókat.

## Képzések
Képzések a 2022 novemberi tulajdonosváltás előtt:

### Nappali tagozatos képzések

#### Nappali tagozatos alapképzések
- emberi erőforrások
- gazdálkodási és menedzsment (magyar nyelven)
- gazdálkodási és menedzsment (angol nyelven)
- gazdaságinformatikus
- kereskedelem és marketing (magyar nyelven)
- kereskedelem és marketing (angol nyelven)
- pénzügy és számvitel

#### Nappali tagozatos felsőoktatási szakképzések
- gazdaságinformatikus
- kereskedelem és marketing [logisztika]
- kereskedelem és marketing [marketingkommunikáció]
- pénzügy és számvitel [pénzintézeti]
- pénzügy és számvitel [vállalkozási]

### Levelező tagozatos képzések

#### Levelező tagozatos alapképzések
- emberi erőforrások
- gazdálkodási és menedzsment
- gazdaságinformatikus
- kereskedelem és marketing
- nemzetközi gazdálkodás
- pénzügy és számvitel

#### Levelező tagozatos felsőoktatási szakképzések
- gazdaságinformatikus
- kereskedelem és marketing [logisztika]
- kereskedelem és marketing [marketingkommunikáció]
- pénzügy és számvitel [pénzintézeti]
- pénzügy és számvitel [vállalkozási]

## Tanszékek
- Gazdaságtudományi Tanszék
- Módszertani és Informatikai Tanszék
- Társadalomtudományi Tanszék